# Alà-ad-Din Tekix
Alà-ad-Din Tekix fou xa de Coràsmia del 1172 al 1200. Tekix vol dir "enfronta" o "ataca" o "combat (en el curs d'una batalla)"
Era fill d'Il Arslan Abul Fath Tadj al-dunya wa-l-din (1156-1172) durant el govern del qual fou governador de Djand. A la mort del seu pare el 1172, el va succeir però es va haver d'enfrontar al seu germà petit Mahmud Sultan Shah que li disputava el tron i tenia el suport de la mare Terken Khatun, el qual s'havia establert al nord de Khurasan i Tekisx va haver d'entrar en un conflicte a tres bandes entre ell mateix, el seu germà i els gúrides (que volien estendre el seu poder cap a l'oest). Tekish va acabar derrotant el seu germà amb el suport dels kara khitai i va poder frenar als gúrides al Khurasan (sense acabar de sotmetrel's).
Els kara khitai el van abassegar amb les seves reclamacions de tribut i tot i que l'havien ajudat es va revoltar contra ells i quan van envair el país sota el seu gurkhan Fu-ma, els va derrotar obrint els dics i inundant les terres (1181). El 1182 va fer una expedició a Transoxiana i va ocupar per un temps Bukharà. Al nord va assegurar les seves fronteres amb arranjaments amb els turcs quipxaqs i altres tribus turcmanes del curs inferior del Sirdarià (la seva esposa, anomenada com la seva mare Terken Khatun, era una princesa qiptxaq o kanghli). Entre aquests turcmans de les estepes, que eren bàrbars i molts també pagans, Tekix va reclutar els seus exèrcits. El 1194 i 1195 va haver de fer expedicions contra els nòmades de les estepes, a Djand i Sighnak.
El 1192 es va dirigir a Rayy i va exigir als atabegs seljúcides i ildegízides de la Pèrsia occidental de fer la khutba en el seu nom (després del nom del califa abbàssida). El 1193 va tornar a Pèrsia occidental. El 1194 va derrotar a Toghrul III ibn Arslan Shah, darrer soldà de la línia dels grans seljúcides, posant fi a la dinastia a Pèrsia. Va ocupar llavors tot el Djibal, fins a Hamadan a l'oest i les seves possessions van esdevenir frontereres amb les del califa. El 1199 el califa va considerar prudent de conferir-li el soldanat de l'Iraq Ajamita (Pèrsia occidental), del Khurasan i de Turquestan.
Tekish va morir el 1200 i llavors el Djibal es va revoltar i va massacrar a totes les guarnicions que el rebels van trobar al país. El va succeir el seu fill Alà-ad-Din Muhàmmad.